# Óskar Malatsetxebarria
Óskar Malatsetxebarria Ibaibarriaga, né le 22 mars 1995 à Arbácegui (Pays basque),, est un coureur cycliste espagnol.

## Biographie
En 2013, Óskar Malatsetxebarria devient champion du Pays basque sur route dans la catégorie juniors (moins de 19 ans). Il court ensuite au sein des clubs basques Café Baqué-Conservas Campo et Eiser-Hirumet lors de ses quatre saisons espoirs (moins de 23 ans). 
Après y avoir été stagiaire, il intègre l'équipe continentale Massi-Kuwait en 2018. 

## Palmarès
- 2013
  - Champion du Pays basque sur route juniors
- 2015
  - 3e du Laukizko Udala Saria
- 2016
  - 2e du San Bartolomé Sari Nagusia
- 2017
  - 2e du Trofeo San Antonio
  - 3e du Mémorial Sabin Foruria